# 哈曼卡頓
哈曼卡頓（英語：Harman Kardon，写作：harman ∕ kardon）是美國的家用音響與車用音響器材製造商，為三星電子的獨立子公司哈曼國際工業旗下的部門，成立於1953年。

## 事件
1950年，Sidney Harman和Bernard Kardon兩人起初分別擔任大衛伯根公司的總經理和工程師。隨後兩人雙雙辭職，投資創立哈曼卡頓。

## 器材图库

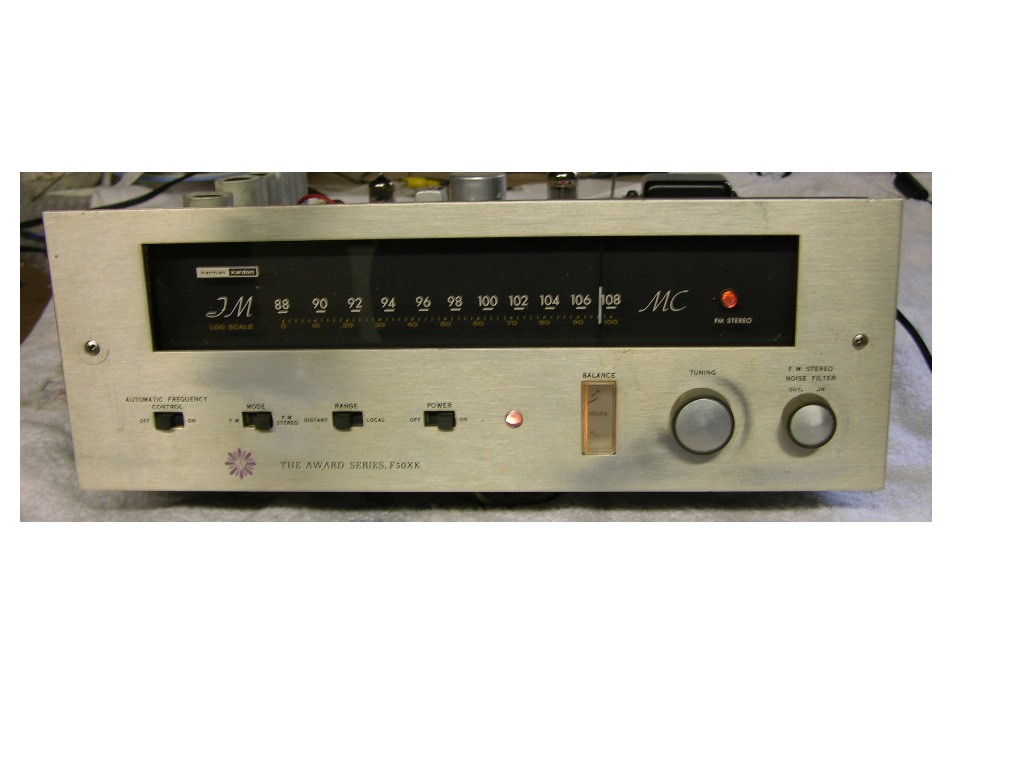
Harman Kardon F50-XK Tube FM Stereo Multiplex Tuner
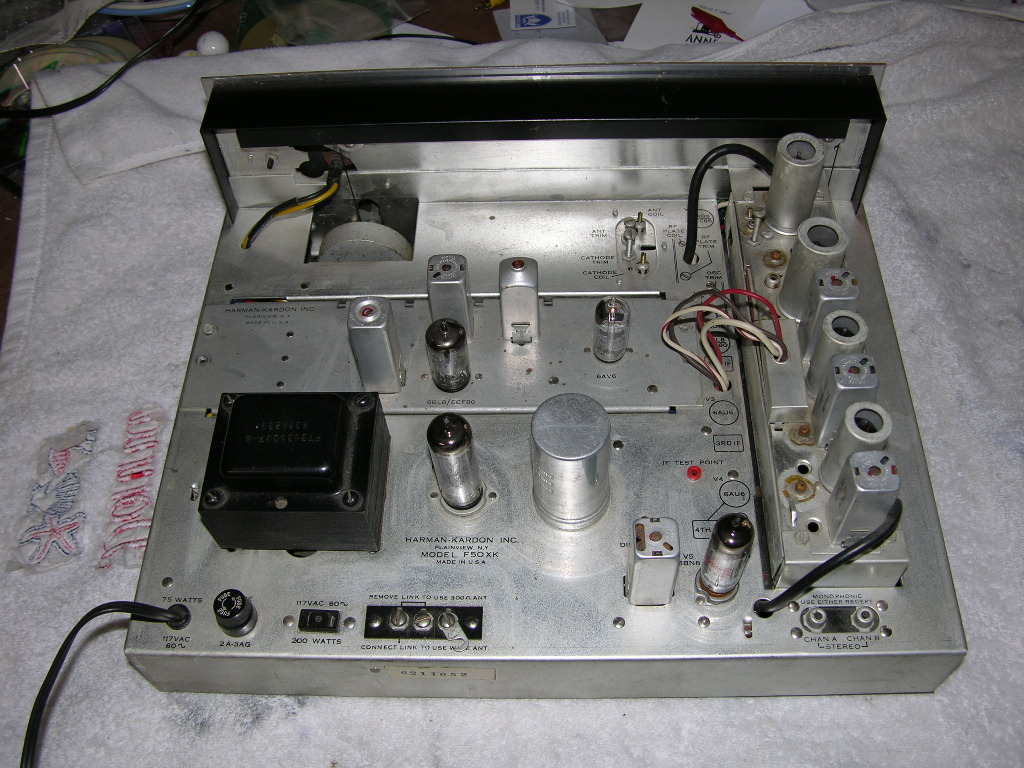
Harman Kardon F50-XK Tube FM Stereo Multiplex Tuner (top view)
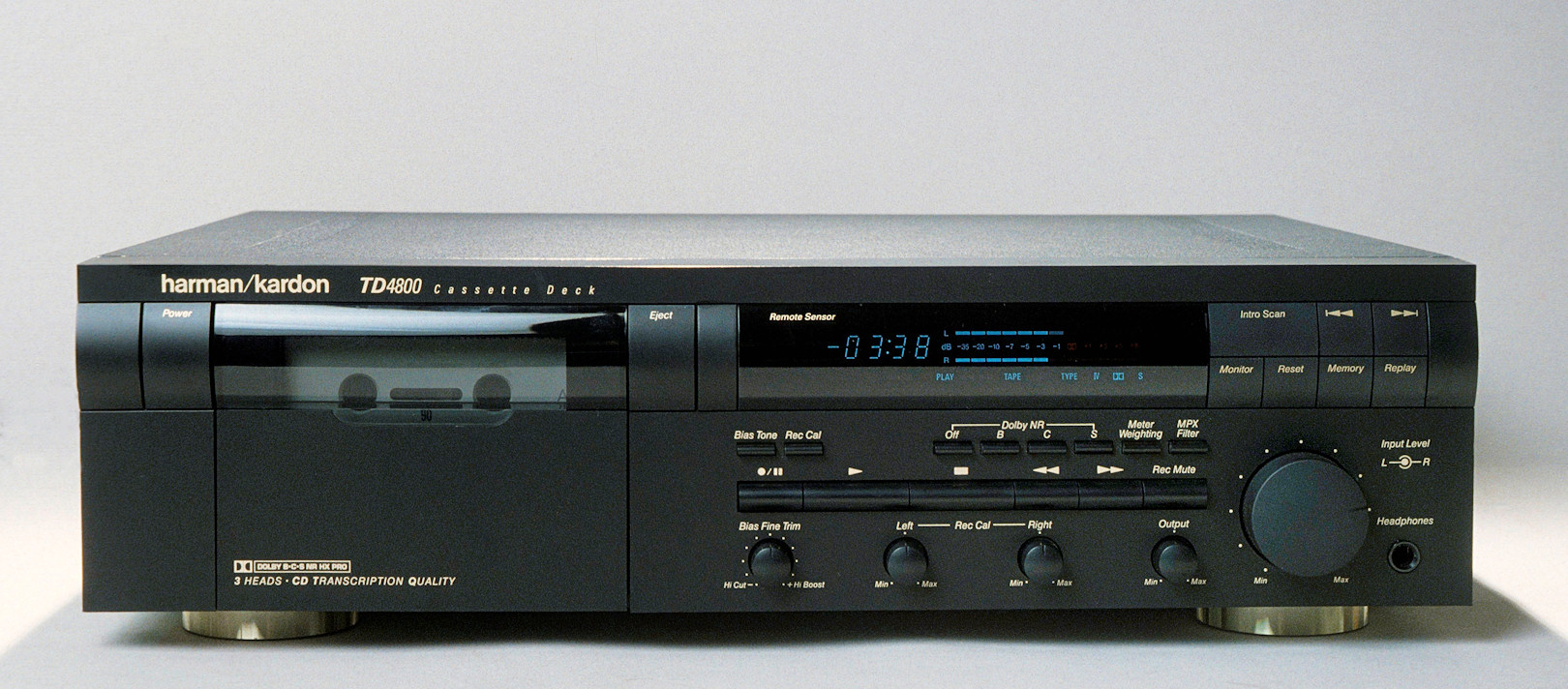
Dolby S Tapedeck since 1990
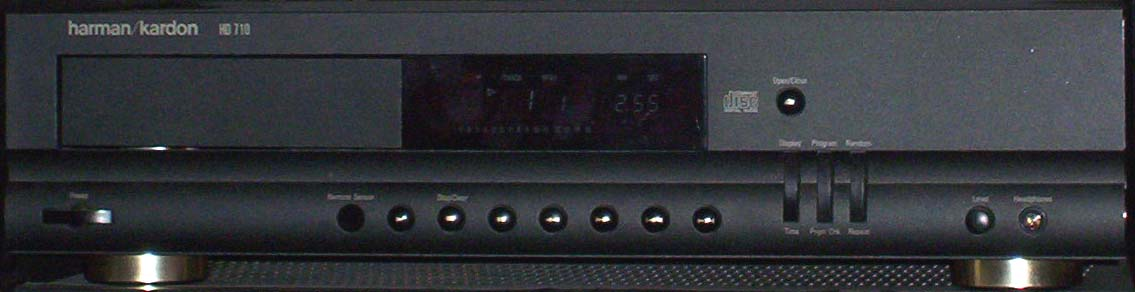
CD-Player HD 710  (1996-1998)
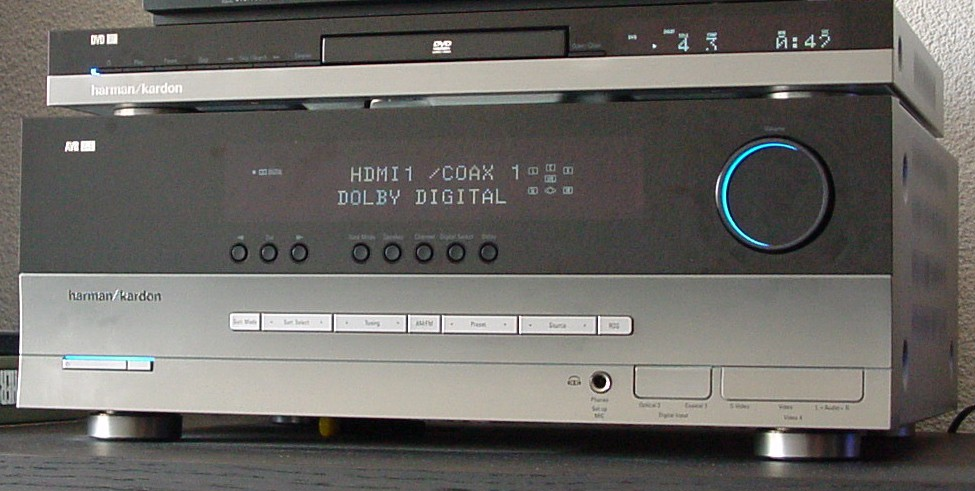
AV-equipment (about 2005)
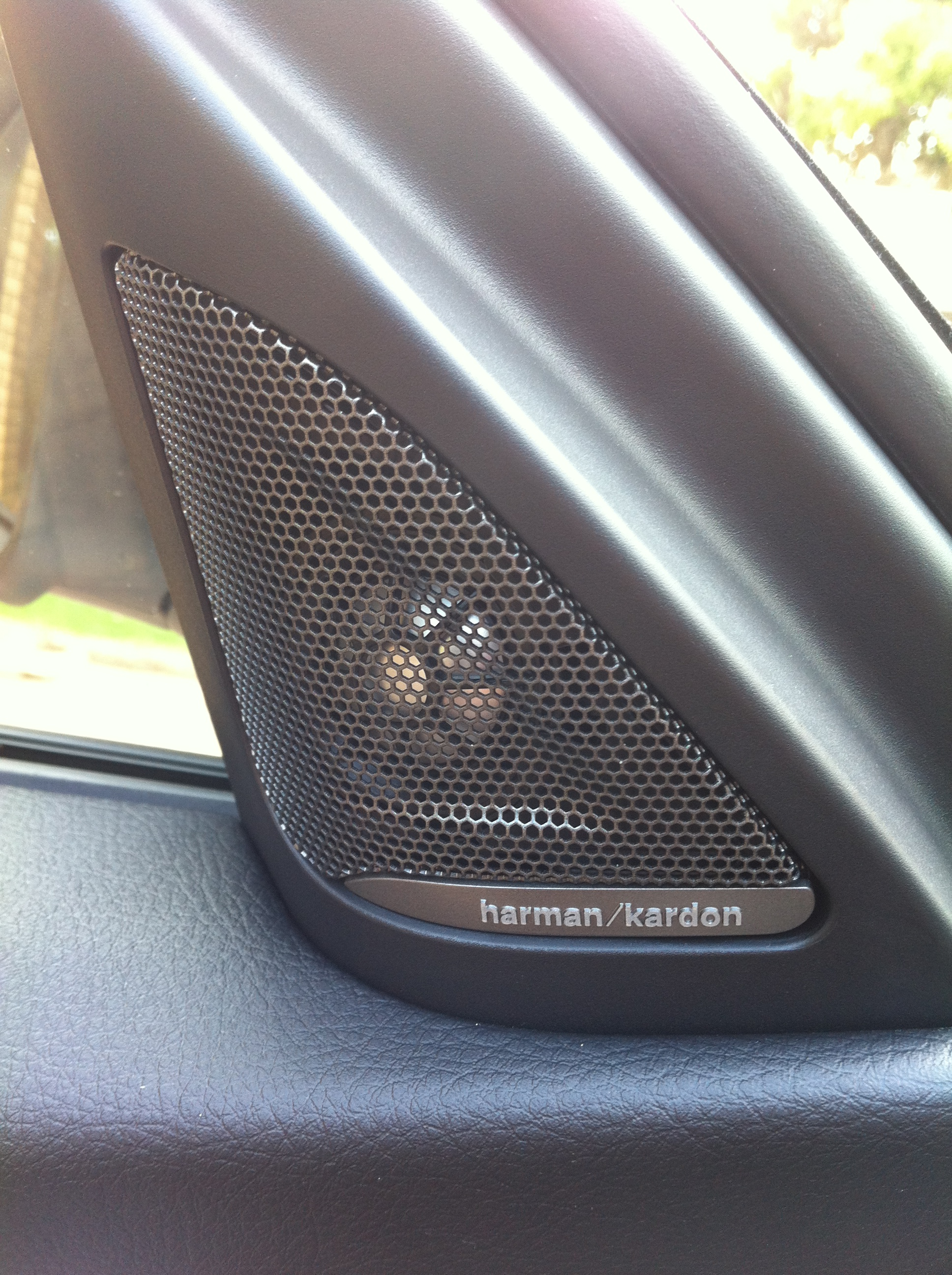
Harman Kardon Car Audio Speaker in a BMW

## 外部連結
- （英文）哈曼卡頓全球（页面存档备份，存于）
- （简体中文）哈曼卡頓中國（页面存档备份，存于）